# Treszczotki
Treszczotki est un village de Pologne, situé dans la gmina de Bielsk Podlaski, dans le Powiat de Bielsk Podlaski, situé dans la voïvodie de Podlachie.